# Julian Boulle
Julian Boulle é um desportista sul-africano, praticante de Wingsuit Flying.
Em 2012, ele foi o vencedor do primeiro Campeonato Mundial de Wingsuit Flying. Neste mesmo campeonato, ele bateu o recorde mundial da modalidade com o tempo de 23,01seg.